# Пальшите, Айрине
Айрине Пальшите (лит. Airinė Palšytė, род. 13 июля 1992 года, Вильнюс, Литва) — литовская легкоатлетка, прыгунья в высоту, серебряный призёр чемпионата Европы 2016 года, чемпионка Европы в помещении 2017 года, чемпионка Универсиады 2015 года. Рекордсменка Литвы в прыжках в высоту (1,98 м). Пальшите неоднократно становилась чемпионкой Литвы по прыжкам в высоту. Участница Олимпийских игр 2012 и 2016 годов.

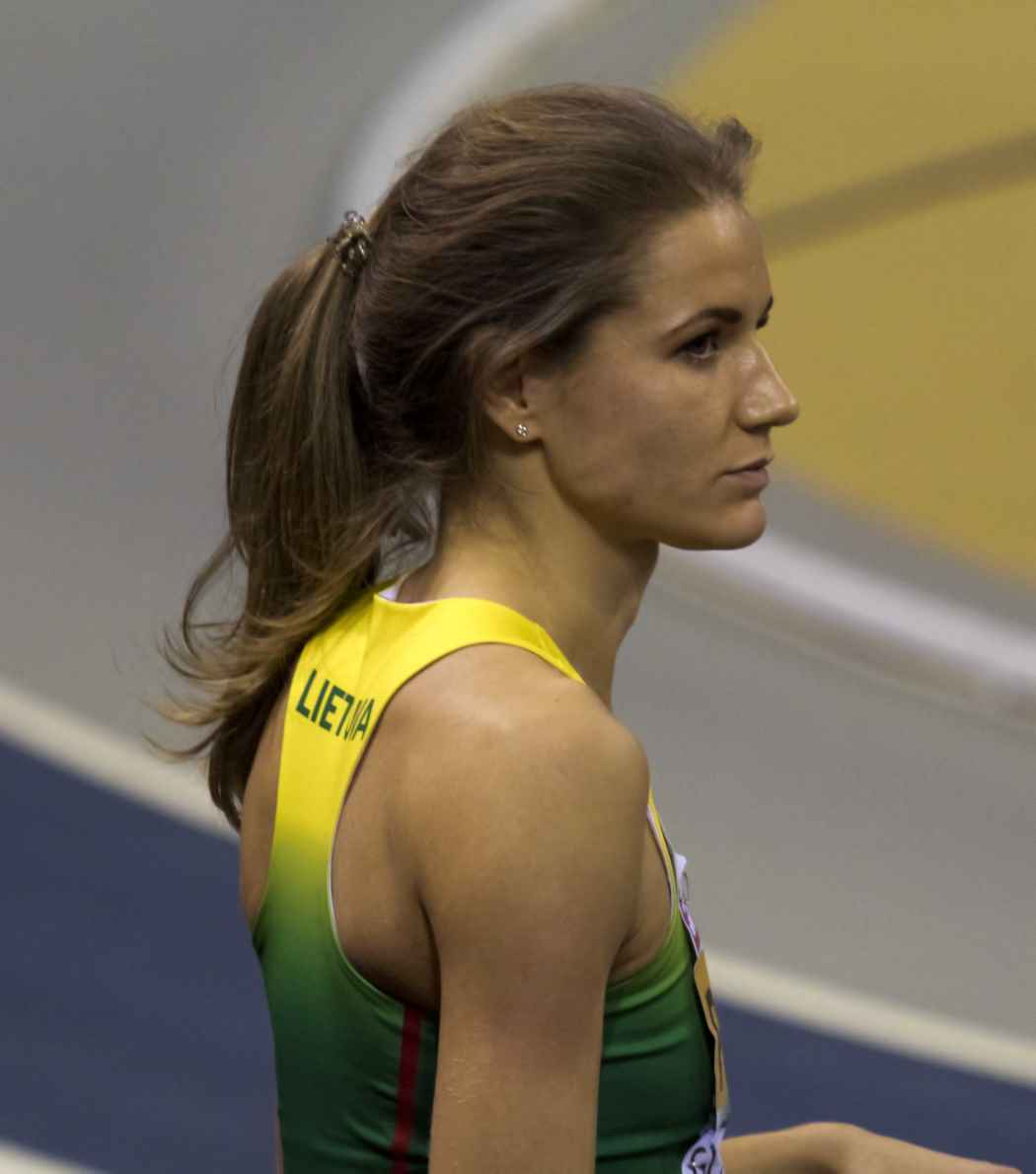
2019 год

На международных соревнованиях по лёгкой атлетике Пальшите начала выступать в 2007 году. В 2008 и 2009 годах она становилась серебряным призёром чемпионата Литвы. В 2010 году стала чемпионкой Литвы в прыжках в высоту и выиграла серебряную медаль на чемпионате мира среди юниоров в Монктоне. Следующий год выдался самым успешным в спортивной карьере Пальшите. Она легко выиграла зимний чемпионат Литвы, стала серебряным призёром чемпионата Европы среди юниоров и заняла второе место на летней универсиаде в Шэньчжэне, установив новый национальный рекорд Литвы (1,96 м) и проиграв золото американке Бриджитте Барретт лишь по попыткам. 
В 2012 году Пальшите дебютировала на Олимпийских играх в Лондоне. Она успешно прошла квалификацию, взяв высоту 1,93 м. Однако в финале она впервые в карьере имела дело с начальной высотой 1,89 м, что заставило её нервничать и не дало возможности войти в ритм. Начальную высоту спортсменка взяла с первой попытки, но следующий рубеж в 1,93 м ей уже не покорился. В итоге Пальшите заняла в финале 11-е место. В 2013 году она выиграла серебряную медаль чемпионата Европы среди молодёжи. Пальшите обновила национальный рекорд в прыжках в высоту на чемпионате Литвы в Каунасе, на котором легко победила с результатом 1,98 м.